# Campionati europei di nuoto 2012 - 50 metri stile libero femminili
La gara dei 50 metri stile libero femminili degli Europei 2012 si è svolta il 26 e 27 maggio 2012 e vi hanno partecipato 59 atlete. Le batterie e le semifinali si sono svolte il 26 e la finale nel pomeriggio del giorno successivo.

## Podio
| Pos.    | Atleta                  | Nazione     |
| ------- | ----------------------- | ----------- |
| Oro     | Britta Steffen          | Germania    |
| Argento | Hinkelien Schreuder     | Paesi Bassi |
| Bronzo  | Nery-Mantey Niangkouara | Grecia      |

## Record
Prima della manifestazione il record del mondo (RM), il record europeo (EU) e il record dei campionati (RC) erano i seguenti.
| Record mondiale       | 23"73 | Britta Steffen   | 2 agosto 2009 Roma      |
| Record europeo        | 23"73 | Britta Steffen   | 2 agosto 2009 Roma      |
| Record dei campionati | 24"09 | Marleen Veldhuis | 24 marzo 2008 Eindhoven |

## Risultati

### Batterie
| Pos. | Atleta                       | Nazionalità | Tempo | Batteria | Corsia | Note |
| ---- | ---------------------------- | ----------- | ----- | -------- | ------ | ---- |
| 1    | Britta Steffen               | Germania    | 24"66 | 8        | 4      | Q    |
| 2    | Hinkelien Schreuder          | Paesi Bassi | 24"92 | 6        | 4      | Q    |
| 3    | Anna Dowgiert                | Polonia     | 25"23 | 7        | 8      | Q    |
| 4    | Aleksandra Urbańczyk         | Polonia     | 25"30 | 5        | 2      | Q    |
| 5    | Nery-Mantey Niangkouara      | Grecia      | 25"33 | 6        | 3      | Q    |
| 6    | Daniela Schreiber            | Germania    | 25"35 | 6        | 6      | Q    |
| 7    | Sviatlana Khakhlova          | Bielorussia | 25"38 | 8        | 5      | Q    |
| 8    | Triin Aljand                 | Estonia     | 25"41 | 8        | 3      | Q    |
| 9    | Dorothea Brandt              | Germania    | 25"42 | 7        | 4      |      |
| 10   | Sarah Blake Bateman          | Islanda     | 25"43 | 7        | 6      | Q    |
| 11   | Theodora Drakou              | Grecia      | 25"46 | 6        | 5      | Q    |
| 11   | Hanna-Maria Seppälä          | Finlandia   | 25"46 | 6        | 1      | Q    |
| 13   | Eszter Dara                  | Ungheria    | 25"56 | 3        | 3      | Q    |
| 14   | Anna Santamans               | Francia     | 25"60 | 7        | 3      | Q    |
| 14   | Nathalie Lindborg            | Svezia      | 25"60 | 8        | 7      | Q    |
| 16   | Burcu Dolunay                | Turchia     | 25"63 | 8        | 6      | Q    |
| 17   | Jane Trepp                   | Estonia     | 25"64 | 7        | 2      | Q    |
| 18   | Erika Ferraioli              | Italia      | 25"66 | 5        | 6      |      |
| 19   | Yuliya Khitraya              | Bielorussia | 25"68 | 6        | 2      |      |
| 20   | Henriette Brekke             | Norvegia    | 25"70 | 6        | 8      |      |
| 20   | Miroslava Syllabová          | Slovacchia  | 25"70 | 8        | 8      |      |
| 22   | Lisa Vitting                 | Germania    | 27"73 | 8        | 1      |      |
| 23   | Darya Stepanyuk              | Ucraina     | 25"80 | 7        | 5      |      |
| 24   | Nadiya Koba                  | Ucraina     | 25"86 | 7        | 1      |      |
| 25   | Jolien Sysmans               | Belgio      | 25"87 | 8        | 2      |      |
| 26   | Nastja Govejsek              | Slovenia    | 25"88 | 4        | 2      |      |
| 27   | Miroslava Najdanovski        | Serbia      | 25"90 | 5        | 4      |      |
| 28   | Martina Moravcová            | Slovacchia  | 25"95 | 4        | 1      |      |
| 29   | Erica Buratto                | Italia      | 25"98 | 5        | 3      |      |
| 29   | Laura Kurki                  | Finlandia   | 25"98 | 5        | 5      |      |
| 31   | Birgit Koschischek           | Austria     | 26"10 | 6        | 7      |      |
| 32   | Ragnheiður Ragnarsdóttir     | Islanda     | 26"14 | 7        | 7      |      |
| 33   | Aksana Dziamidava            | Bielorussia | 26"15 | 5        | 8      |      |
| 34   | Cecilie Johannessen          | Norvegia    | 26"16 | 5        | 7      |      |
| 35   | Eva Hannesdóttir             | Islanda     | 26"22 | 4        | 7      |      |
| 36   | Lotta Nevalainen             | Finlandia   | 26"24 | 4        | 6      |      |
| 37   | Kristel Vourna               | Grecia      | 26"28 | 4        | 4      |      |
| 38   | Justine Bruno                | Francia     | 26"29 | 4        | 5      |      |
| 39   | Katarína Milly               | Slovacchia  | 26"36 | 2        | 7      |      |
| 40   | Louise Hansson               | Svezia      | 26"37 | 5        | 1      |      |
| 41   | Gabriela Nikitina            | Lettonia    | 26"40 | 3        | 4      |      |
| 42   | Aneta Pechancová             | Rep. Ceca   | 26"50 | 4        | 8      |      |
| 43   | Susann Bjørnsen              | Norvegia    | 26"56 | 3        | 2      |      |
| 44   | Fanni Pataki                 | Ungheria    | 26"64 | 3        | 7      |      |
| 45   | Katarína Filová              | Slovacchia  | 26"69 | 2        | 5      |      |
| 46   | Eva Chavez-Diaz              | Austria     | 26"76 | 3        | 1      |      |
| 46   | Monica Johannessen           | Norvegia    | 26"76 | 3        | 6      |      |
| 48   | Sandra Kazíková              | Rep. Ceca   | 26"86 | 3        | 5      |      |
| 49   | Linda Laihorinne             | Finlandia   | 26"88 | 2        | 4      |      |
| 50   | Clelia Tini                  | San Marino  | 26"94 | 2        | 2      |      |
| 51   | Klara Vaclavikova            | Rep. Ceca   | 27"05 | 2        | 8      |      |
| 52   | Katarzyna Gorniak            | Polonia     | 27"07 | 2        | 3      |      |
| 53   | Ivana Gabrilo                | Svizzera    | 27"08 | 3        | 8      |      |
| 54   | Ingibjörg Kristin Jonsdóttir | Islanda     | 27"10 | 4        | 3      |      |
| 55   | Hazal Sarikaya               | Turchia     | 27"11 | 2        | 6      |      |
| 56   | Guðrun Mortensen             | Fær Øer     | 27"23 | 1        | 5      |      |
| 57   | Anastasia Bogdanovski        | Macedonia   | 27"27 | 2        | 1      |      |
| 58   | Tatiana Perstniova           | Moldavia    | 27"29 | 1        | 3      |      |
| 59   | Birita Debes                 | Fær Øer     | 27"94 | 1        | 4      |      |

### Semifinali
| Pos. | Atleta                  | Nazionalità | Tempo | Batteria | Corsia | Note |
| ---- | ----------------------- | ----------- | ----- | -------- | ------ | ---- |
| 1    | Britta Steffen          | Germania    | 24"56 | 2        | 4      | Q    |
| 2    | Hinkelien Schreuder     | Paesi Bassi | 24"81 | 1        | 4      | Q    |
| 3    | Nery-Mantey Niangkouara | Grecia      | 25"09 | 2        | 3      | Q    |
| 4    | Triin Aljand            | Estonia     | 25"12 | 1        | 6      | Q    |
| 5    | Theodora Drakou         | Grecia      | 25"21 | 1        | 2      | Q    |
| 6    | Anna Santamans          | Francia     | 25"20 | 2        | 1      | Q    |
| 7    | Sviatlana Khakhlova     | Bielorussia | 25"26 | 2        | 6      | Q    |
| 8    | Daniela Schreiber       | Germania    | 25"38 | 1        | 3      |      |
| 8    | Sarah Blake Bateman     | Islanda     | 25"38 | 2        | 2      |      |
| 8    | Anna Dowgiert           | Polonia     | 25"38 | 2        | 5      |      |
| 11   | Eszter Dara             | Ungheria    | 25"41 | 2        | 7      |      |
| 12   | Aleksandra Urbańczyk    | Polonia     | 25"44 | 1        | 5      |      |
| 13   | Jane Trepp              | Estonia     | 25"47 | 1        | 8      |      |
| 14   | Hanna-Maria Seppälä     | Finlandia   | 25"52 | 1        | 7      |      |
| 15   | Nathalie Lindborg       | Svezia      | 25"53 | 1        | 1      |      |
| 16   | Burcu Dolunay           | Turchia     | 26"02 | 2        | 8      |      |

#### Spareggio
| Pos. | Atleta              | Nazionalità | Tempo | Corsia | Note |
| ---- | ------------------- | ----------- | ----- | ------ | ---- |
| 1    | Sarah Blake Bateman | Islanda     | 25"24 | 5      | Q    |
| 2    | Daniela Schreiber   | Germania    | 25"46 | 4      |      |
| 3    | Anna Dowgiert       | Polonia     | 25"54 | 3      |      |

### Finale
| Pos.    | Atleta                  | Nazionalità | Tempo | Corsia | Note |
| ------- | ----------------------- | ----------- | ----- | ------ | ---- |
| Oro     | Britta Steffen          | Germania    | 24"37 | 4      |      |
| Argento | Hinkelien Schreuder     | Paesi Bassi | 24"78 | 5      |      |
| Bronzo  | Nery Mantey Niangkouara | Grecia      | 24"93 | 3      |      |
| 4       | Triin Aljand            | Estonia     | 25"01 | 6      |      |
| 5       | Theodora Drakou         | Grecia      | 25"05 | 7      |      |
| 6       | Sviatlana Khakhlova     | Bielorussia | 25"12 | 1      |      |
| 7       | Anna Santamans          | Francia     | 25"26 | 2      |      |
| 8       | Sarah Blake Bateman     | Islanda     | 25"38 | 8      |      |